# Juan Manuel Ortíz
Juan Manuel Ortíz, vollständiger Name Juan Manuel Ortíz Prieto, (* 14. April 1982 in Montevideo) ist ein ehemaliger uruguayischer Fußballspieler.

## Karriere

### Vereine
Der 1,81 Meter große Offensivakteur Ortíz gehörte zu Beginn seiner Karriere von 2001 bis Ende 2002 der Mannschaft des Racing Club de Montevideo an. In den ersten sechs Monaten des Jahres 2003 spielte er sodann für den Club Atlético Cerro. Von Juli 2003 bis Ende Juni 2004 war er bei Estudiantes de La Plata in Argentinien aktiv. Von dort wechselte er zum Danubio FC, mit dem er direkt in der ersten Saison 2004 die uruguayische Meisterschaft gewann. Saisonübergreifend lief er bei den Montevideanern in 41 Partien der Primera División auf und erzielte sechs Treffer. Im Juli 2006 schloss Ortíz sich dem Club Sportivo Cerrito an. In der Apertura 2006 traf er dort zweimal bei 15 Erstligaeinsätzen ins gegnerische Tor. In der Clausura 2007 war der Club Atlético Peñarol sein Arbeitgeber. Für die Mannschaft der "Aurinegros" absolvierte er 14 Spiele in der höchsten uruguayischen Spielklasse und schoss drei Tore. Die zweite Jahreshälfte verbrachte er beim argentinischen Club Atlético Huracán. Für die Clausura 2008 kehrte Ortíz zu Cerrito zurück. Im Juli 2008 verpflichtete ihn River Plate Montevideo. In der Spielzeit 2008/09 wurde er beim Klub aus Montevideo in 14 Erstligapartien (kein Tor) eingesetzt. Anschließend wurde er im August 2009 auf Leihbasis zu Cerrito transferiert. Bei den "Auriverdes" kam er in der Saison 2009/10 in 29 Erstligabegegnungen zum Einsatz und wurde fünfmal als Torschütze notiert. Im Juli 2010 wechselte er auf Leihbasis zu Centro Atlético Fénix. Bis zum Ende der Spielzeit 2013/14 bestritt er dort 70 Erstligaspiele (acht Tore) und zwei Partien (kein Tor) in der Copa Sudamericana 2011. Im August 2014 trat er ein Engagement beim Zweitligisten Miramar Misiones an. Bislang (Stand: 14. April 2017) wurde er bei dem Fusionsklub in 49 Aufeinandertreffen der Segunda División eingesetzt und traf fünfmal ins gegnerische Tor.

### Erfolge
- Uruguayischer Meister: 2004